# Matthias Wissmann
Matthias Wissmann (ur. 15 kwietnia 1949 w Ludwigsburgu) – niemiecki polityk i prawnik, działacz Unii Chrześcijańsko-Demokratycznej (CDU), poseł do Bundestagu, w 1993 minister badań naukowych i technologii, latach 1993–1998 minister transportu, prezes Verband der Automobilindustrie.

## Życiorys
W 1968 uzyskał maturę we Friedrich-Schiller-Gymnasium w Ludwigsburgu. Studiował następnie prawo, ekonomię i nauki polityczne na uniwersytetach w Tybindze i Bonn. W 1974 i 1978 zdał państwowe egzaminy prawnicze I oraz II stopnia. W 1978 podjął praktykę w zawodzie adwokata.
Od 1968 członek Unii Chrześcijańsko-Demokratycznej, w latach 1975–2007 wchodził w skład zarządu federalnego partii, od 1991 był jednocześnie wiceprzewodniczącym CDU w Badenii-Wirtembergii. W 1965 dołączył do chadeckiej młodzieżówki Junge Union, kierował jej niemieckimi strukturami w latach 1973–1983. Od 1976 do 1982 był także przewodniczącym EUJCD, organizacji młodzieżowej Europejskiej Partii Ludowej. W 1976 po raz pierwszy uzyskał mandat posła do Bundestagu. Z powodzeniem ubiegał się o reelekcję w wyborach w 1980, 1983, 1987, 1990, 1994, 1998, 2002 i 2005.
W styczniu 1993 dołączył do czwartego rządu Helmuta Kohla jako minister badań naukowych i technologii. W maju tego samego roku przeszedł na stanowisko ministra transportu, które zajmował również w kolejnym gabinecie tego kanclerza do października 1998.
W 1999 został współpracownikiem amerykańskiej firmy prawniczej WilmerHale. W 2007 złożył mandat poselski, obejmując funkcję prezesa Verband der Automobilindustrie, niemieckiego stowarzyszenia przemysłu motoryzacyjnego. W 2008 został także członkiem rady nadzorczej Lufthansy.